# Badawada
Badawada é uma cidade e uma nagar panchayat no distrito de Ratlam, no estado indiano de Madhya Pradesh.

## Demografia
Segundo o censo de 2001, Badawada tinha uma população de 7654 habitantes. Os indivíduos do sexo masculino constituem 51% da população e os do sexo feminino 49%. Badawada tem uma taxa de literacia de 54%, inferior à média nacional de 59,5%; com 62% para o sexo masculino e 38% para o sexo feminino. 18% da população está abaixo dos 6 anos de idade.